# EYパルテノン
EYパルテノンは、かつて存在した戦略コンサルティングファーム。現在はEY内の一部門として名前を残している。

## 概要
1991年に米国マサチューセッツ州ボストンにて創業以来、パルテノン・グループ(Parthenon Group)として、戦略コンサルティングサービスを提供していた。2014年4月にアーンスト・アンド・ヤング(EY)に買収され、現在の社名であるEY-Parthenon(EYパルテノン)に変更された。
パルテノンは、民間セクター・公共セクターの双方に対してサービスを提供しており、幅広いクライアント層を有する。特に、買収にかかるデューデリジェンスには定評があり、小規模かつ比較的新しいファームではあるが、米国における知名度は非常に高い。

## 日本法人
日本法人であるEYパルテノンは2018年3月にEYトランザクション・アドバイザリー・サービス傘下の戦略コンサルティングを提供するチームとして発足した。
サービス内容は、成長戦略、トランザクション戦略(M&A戦略およびコマーシャル・デューデリジェンス、PMI等)、オペレーション戦略(コスト削減、マーケティング、プロセス改善等)を中心とした戦略コンサルティングサービスで、ライフサイエンス、消費財、製造業、商社、プライベート・エクイティが中心となる。